# Oksana Hryschtschuk
Oksana Wiktoriwna Hryschtschuk (ukrainisch Оксана Вікторівна Грищук, wiss. Transliteration Oksana Viktorivna Hryščuk; * 12. Oktober 1977 in Lwiw) ist eine ukrainische Juristin. Seit 2022 ist sie Richterin am Verfassungsgericht der Ukraine.

## Leben und Wirken
Hryschtschuk studierte Rechtswissenschaften an der Universität Lwiw, wo sie 1999 mit Auszeichnung abschloss. 2001 wurde sie von der Nationalen Taras-Schewtschenko-Universität Kiew wurde sie mit einer rechtstheoretischen Arbeit über Menschenrecht zur Diplomjuristin ernannt. Anschließend war sie als wissenschaftliche Mitarbeiterin an der Universität Lwiw tätig, später als Assistenz- und ab 2007 schließlich als außerordentliche Professorin am Lehrstuhl für Theorie und Geschichte des Staates und des Rechts. 2008 wurde sie mit einer rechtsphilosophischen Arbeit über die Menschenwürde von der Nationalen rechtswissenschaftlichen Universität Jaroslaw Mudroho zur Dr. iur. promoviert. Seit 2011 hat Hryschtschuk einen ordentlichen Lehrstuhl für Theorie und Philosophie des Rechts an der Universität Lwiw inne, seit 2020 unterrichtet sie auch an der nationalen Richterschule. Am 26. November 2021 wurde sie durch ein Dekret des Präsidenten der Ukraine Wolodymyr Selenskyj zur Richterin am Verfassungsgericht der Ukraine ernannt. Am 19. Mai 2022 wurde sie nach Ableisten des Eides in ihr Amt eingeführt.